# Harkányi család
A taktaharkányi báró Harkányi család egy zsidó származású magyarországi főnemesi család.

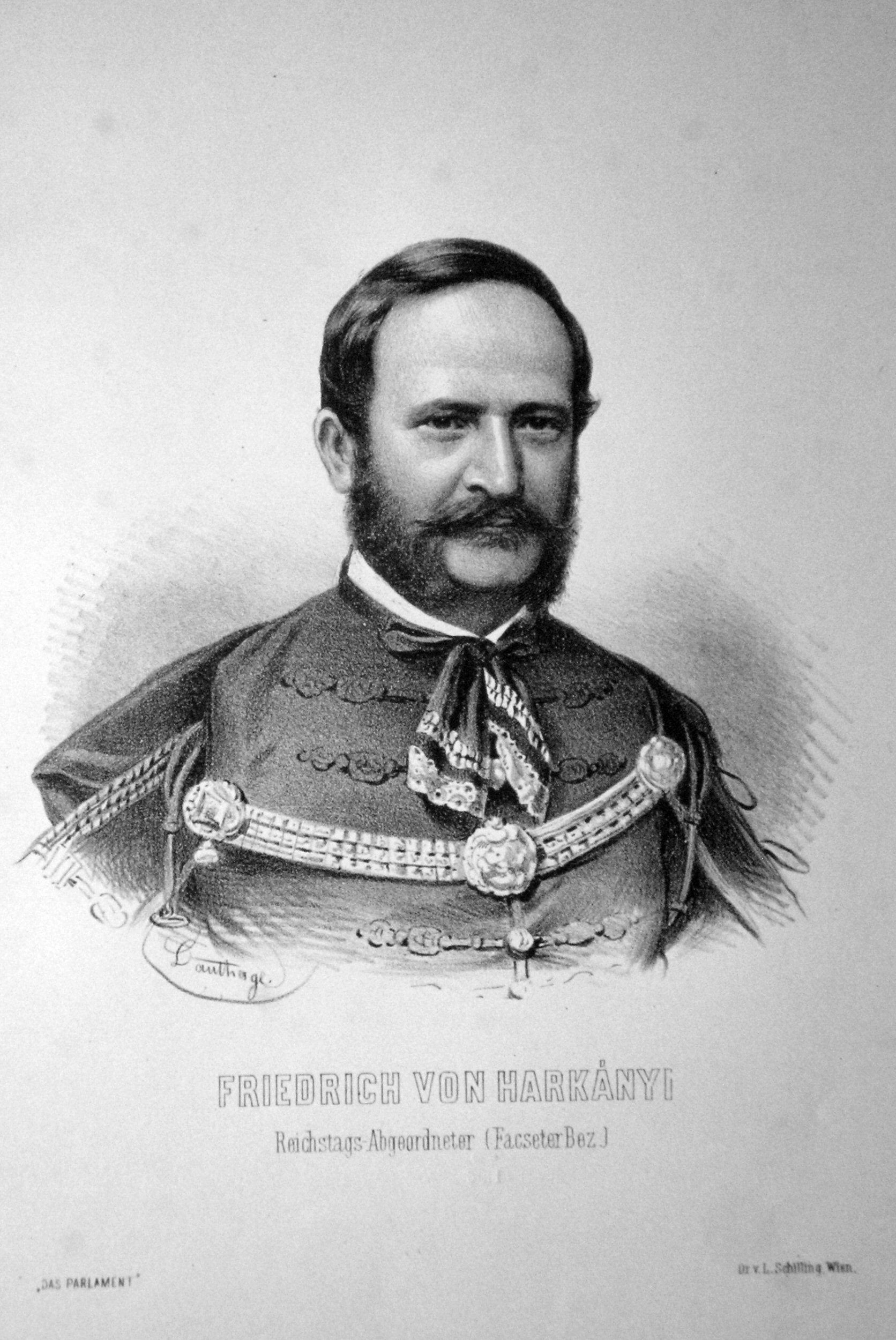
Báró Harkányi Frigyes (1826–1919) főrendiházi politikus, közgazdász, az Országos Magyar Képzőművészeti Társulat alelnöke

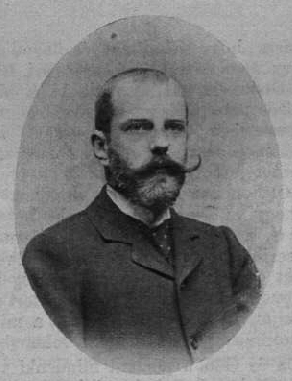
Báró Harkányi Béla (1869–1932) csillagász, matematikus, egyetemi tanár, az MTA levelező tagja

## Története
A család eredetileg a Koppely nevet viselte, Koppely Fülöp (1801–1873), pesti nagykereskedő, földbirtokos, a Magyar Központi Vasúttársaság igazgatója 1867. február 15-én nemesi címeres levelet kapott I. Ferenc Józseftől, és ezzel együtt nevét Harkányira változtatta. Az adományozásban Koppely Fülöp a "taktaharkányi" nemesi előnevet is megszerezte. A pesti születésű Koppely Fülöp a harmincas években Szegeden folytatott kereskedelmet, de 1840-ben már római katolikusként pesti polgárjogot, 1842-ben pedig itteni nagykereskedői jogot nyert. 1847-ben ugyanabban a Két törökhöz címzett, akkor már Wodiáner-féle házban gyakorolta „országos terményekkel, bank- és váltóüzlettel” foglalkozó nagykereskedését, mint az ugyanezen ágakban érdekelt Wodianer et Sohn cég.
Harákányi Fülöp felesége a szintén izraelita nemesi családból való kapriorai Wodianer Karolina (1806–1856) asszony, akinek a szülei kapriorai Wodianer Sámuel (1784–1850), pesti nagykereskedő, és Bobelle Zsófia Zsuzsanna voltak. Wodianer Sámuel 1844. július 4-én nemesség és címer adományozásban részesült V. Ferdinánd magyar királytól. Harkányi Fülöp már a római katolikus vallásra, felesége Wodianer Karolina pedig a kálvinista vallásra tért át; fiú- és leánygyermekei, valamint a leszármazottjai mind a római katolikus vallásban nevelkedtek. Harkányi Fülöp és Wodianer Karolina fiai, Harkányi Frigyes (1826–1919) főrendiházi politikus, közgazdász, az Országos Magyar Képzőművészeti Társulat alelnöke, és Harkányi Károly (1832–1901), 1895. október 24-én bárói rangra emelkedtek. A családtagok közül több jelentős politikus és közgazdász is kikerült. 

### Harkányi Frigyes ága
Harkányi Frigyes (1826–1919) főrendiházi politikus, közgazdász, az Országos Magyar Képzőművészeti Társulat alelnöke feleségül vette aszódi báró Podmaniczky Zsuzsanna (1838–1923) kisasszonyt, akinek a szülei aszódi báró Podmaniczky János (1780–1883), földbirtokos és hódosi Hódossy Mária (1805–1841) voltak. Harkányi Frigyes báró és Podmaniczky Zsuzsanna bárónő frigyéből született báró Harkányi János (1859–1938) közgazdász, bankár, politikus, kereskedelmi miniszter, valamint báró Harkányi György (1861–1941), földbirtokos, aki agglegényként hunyt el. Harkányi Frigyes báró a szabadságharcban nemzetőrként vett részt, innen a jó barátság Pulszkyval és Rómerrel. Abonyban nagy uradalmat szerzett. 1862 elején Podmaniczky János lányának Zsuzsannának, Harkányi Frigyesnének engedte át földvári és martfűi birtokait, aki az apai adósság fizetésére testvérével 200.000 forintos kölcsönt vett fel. A földvári 20 holdas belsőséget kisbérlők kezébe adták, míg Martfűn Harkányi kezdett gazdálkodni. Új gazdasági épületeket épített, ám a juhvész több ezer állatot elpusztított, és az 1863-as aszály hatalmas károkat okozott. Podmaniczky Zsuzsanna bárónő hamarosan elvált férjétől, és jószágait 1864 őszén Heisinger Simon és Reichl Fülöp zsidó pénzemberek vették bérbe. A volt férjjel 1877-ig húzódó perek a jövedelmet lecsökkentették. A földvári 20 hold belsőség a rossz épületekkel évi 800 forintot hozott, a helyi közbirtokosságtól származó jövedelem (a regálék 1/7-e és a révjog 1/8-a) pedig Podmaniczky Jánosné kezében maradt. Utóbb Podmaniczky Zsuzsanna bárónő 1873. június 9.-én Budapesten gróf bojári Vigyázó Sándorhoz (1825–1921) ment nőül, aki a földvári és martfűi birtokon gazdálkodott. Gróf Vigyázó Sándorné báró Podmaniczky Zsuzsanna gyermekei gróf bojári Vigyázó Ferenc (1874–1928) magyar politikus, a felsőház tagja, jogi író, és gróf bojári Vigyázó Sándor (1875-1894) voltak.
Harkányi János (1859–1938) közgazdász, bankár, politikus, kereskedelmi miniszternek az első felesége, a saját elsőfokú unokatestvére taktaharkányi báró Harkányi Mária (Pest, 1863. február 3.), akinek a szülei taktaharkányi báró Harkányi Károly (1832–1901) báró, a Főrendiház örökös tagja, földbirtokos monostori Vörös Emília (1833–1900) asszony voltak. Harkányi Mária bárónő egy fiú- és egy leánygyermeket adott férjének: gróf Degenfeld-Schomburg Miklósné báró Harkányi Ilona (1889), valamint báró Harkányi Sándor (1887), aki a világháborúban tevékeny részt vett és érdemeiért 1916-ban Károly király megkoronáztatásakor aranysarkantyús vitézzé avatták. A főváros társadalmi életében szerepelt, valamint tiszadorogmai (Borsod), tószegi (Pest), megyaszói és szerencsi (Zemplén) birtokán gazdálkodott. Báró Harkányi Sándor feleségül vette az elvált Payer Edit asszonyt, aki korábban gróf csíkszentkirályi és krasznahorkai Andrássy Imre (1891–1985) felesége volt. Báró Harkányi Sándor és Payer Edit házasságából született báró Harkányi Éva Mária, aki 1939. szeptember 16-án kötött házasságot Brunnschweller Ben Edward gyáros úrral Budapesten.
Első nejétől Harkányi János báró elvált, majd 1895 február 16-án Budapesten feleségül vette a nemesi származású verebi Végh Ilona (Budapest, 1873. január 13.–Budapest, 1933. május 24.) kisasszonyt, akinek a szülei verebi Végh János (1845–1918), kúriai bíró, földbirtokos és bezerédi Bezerédj Angéla (1847–1937) voltak. Az ősrégi dunántúli előkelő nemesi bezerédi Bezerédj családból való Végh Jánosné Bezerédj Angélának a szülei bezerédi Bezerédj László (1813–1871) jogász, országgyűlési képviselő, felsőházi tag, földbirtokos és verebi Végh Angéla (1826–1881) asszony voltak; az apai nagyszülei Bezerédj György (1779–1863), alnádor, királyi tanácsos, földbirtokos és mezőszegedi Szegedy Antónia (1782–1842) voltak. Harkányi János báró és Végh Ilona frigyéből született: báró Harkányi István (1896–1916), hadapród aki Galíciában hunyt el a háború alatt, valamint báró Harkányi Erzsébet (1901–1942), aki két ízben ment férjhez.
Harkányi Erzsébet bárónő első férjével, az ősrégi tekintélyes dunántúli nemesi vizeki Tallián családnak a sarjával vizeki és bélaházi báró Tallián Jenő (1894–1926) a cs. és kir. 9. sz. huszárezred tartalékos hadnagyával, Budapesten 1920. január 8-án kötött házasságot; Báró vizeki Tallián Jenő földbirtokosnak a szülei báró Tallián Béla (1851–1921), Somogy vármegye főispánja, földbirtokos, és báró Baich Mária (1864–1932) asszony voltak. Tallián Jenő bárót két gyermekkel, báró Tallián Tiborral és báró Tallián Johannával áldotta meg Harkányi Erzsébet bárónő. A férje halála után ismét kötött házasságot; a második férje, ranisi báró Brandenstein Gyula (1904–1976) minisztériumi osztálytanácsos lett; Brandenstein Gyula bárónak a szülei báró Brandenstein Albert (1874–1946), magyar királyi ezredes és hevesi Vavrik Leona (1877–1946) voltak.
A báró Harkányi családnak a Harkányi Frigyes féle ága özvegy vizeki és bélaházi báró Tallián Jenőné ranisi báró Brandenstein Gyuláné báró Harkányi Erzsébet (1901–1942), valamint Brunnschweller Ben Edward gyárosné báró Harkányi Éva Mária személyében halt ki; egyedül leányági leszármazottjai maradtak meg.

### Harkányi Károly ága
Harkányi Károly (1832–1901) báró, a Főrendiház örökös tagja, zalaszentgróti földbirtokos Pesten 1861. április 27-én nőül vette monostori Vörös Emília Borbála (Pest, 1833. augusztus 20.–Budapest, 1900. április 28.) kisasszonyt, akinek a szülei monostori Vörös István, Királyi jogigazgatósági ügyvéd, Zemplén, Hont és Pest vármegye táblabírája, földbirtokos és Lautter Emília (1807–1843) voltak. Harkányi Károly báró és Vörös Emília házasságából született báró Harkányi Andor (1862–1923), a Főrendiház örökös tagja, földbirtokos, akinek a felesége körösszegi és adorjáni gróf Csáky Mária, báró Harkányi Béla (1869–1932) csillagász, matematikus, egyetemi tanár, az MTA levelező tagja, akinek a neje Hieronimi Blanka lett, és báró Harkányi Mária, aki háromszor ment férjhez. 1882. november 23-án báró Harkányi Mária házasságot kötött az elsőfokú unokatestvérével, taktaharkányi báró Harkányi János (1859–1938) zempléni földbirtokossal, aki bankár, kereskedelemügyi miniszter, a szabadelvű párti országgyűlési képviselő is lett. Férjét, Harkányi János bárót két gyermekkel áldotta meg. Hamarosan ezután Harkányi Mária bárónő házassági bontópert indított férje Harkányi János báró ellen. Harkányi Mária bárónő második férje, miklósvári Miklós Gyula (1855–1923) országgyűlési képviselő, Borsod vármegye főispánja, akivel Budapesten 1891. december 20-án kötött házasságot. A második férjétől is elvált Harkányi Mária bárónő, majd cziráki és dénesfalvi gróf Cziráky János (18541927), aki jelenleg Hohenlohe herceg uradalmaink jószágkormányzója, 1903. július 7-én törvényes frigyre lépett Budapesten a bárónővel. Ugy a vőlegény, mint a menyasszony a sorsnak sok változását tapasztalta. Cziráky János gróf régebben egy dúsgazdag békésmegyei mágnásnak volt veje, házassága azonban nem volt boldog, mert neje elvált tőle.
Harkányi Andor (1862–1923) báró, a Főrendiház örökös tagja, földbirtokos, 1910. október 15-én Budapesten feleségül vette a főnemesi körösszegi és adorjáni gróf Csáky családból való körösszegi és adorjáni gróf Csáky Mária (1868–1912) kisasszonyt, akinek a szülei körösszegi és adorjáni gróf Csáky Albin (1841–1912), vallás- és közoktatásügyi miniszter, valóságos belső titkos tanácsos, magyar királyi főasztalnokmester, tárnokmester, a főrendiház elnöke, az Aranygyapjas rend vitéze, és Bolza Anna (1847–1925) grófnő voltak. Harkányi Andor báró és Csáky Mária grófnő frigyéből egyetlenegy leánygyermek érte el a felnőttkort: báró Harkányi Anna.
Harkányi Béla (1869–1932) báró, csillagász, matematikus, egyetemi tanár, az MTA levelező tagja, feleségül vette Hieronimi Blanka (1873-1911) kisasszonyt, akinek a szülei Hieronymi Károly (1836–1911) magyar politikus, mérnök, aki Tisza Kálmán híveként, szabadelvű politikusként 1892–1895 között belügyminiszter, 1903–1905 és 1910–1911 között kereskedelemügyi miniszter volt, valamint Várady Borbély Gabriella asszony voltak. Harkányi Béla báró és Hieronimi Blanka házasságából egyedül egy fiúgyermek született: báró Harkányi Károly (1911–1921), aki a II. oszt. tanulóként hunyt el. Harkányi Károly báró elhunytával végül fiúágon kihalt a taktaharkányi báró Harkányi család.

## Címere
Kempelen Bélánál ezt olvashatjuk a címerről:
Czímer: jobbharánt arany pólyával vágott paizs; a felső vörös mezőben hegyével lefelé fordított ezüst nyilat tartó könyöklő pánczélos kar, az alsó kék mezőben zöld halmon három arany buzakalászt tartó jobbra fordult oroszlán; bárói korona; három sisak; a középsőnek disze: jobbjában három arany buzakalászt tartó növekvő oroszlán, takarók: vörös–ezüst, kék-arany; a jobb oldalié: felül ezüst, alul vörös sasszárnypár, takarók: vörös-ezüst; baloldalié: felül arany, alul kél: sasszárnypár, takarók: kék-arany, paizstartók: két oroszlán; jelmondat: In veritate victoria.

## Jelentősebb családtagok
- Harkányi Béla (1869–1932) csillagász, matematikus, egyetemi tanár, az MTA levelező tagja
- Harkányi Frigyes (1826–1919) főrendiházi politikus, közgazdász, az Országos Magyar Képzőművészeti Társulat alelnöke
- Harkányi János (1859–1938) közgazdász, bankár, politikus, kereskedelmi miniszter